# Tachina sosilus
Tachina sosilus är en tvåvingeart som först beskrevs av Walker 1849.  Tachina sosilus ingår i släktet Tachina och familjen parasitflugor. Inga underarter finns listade i Catalogue of Life.